# Јоже Клањшек
Јоже Клањшек — Васја (Дртија, код Моравчa, 29. април 1917 — Љубљана, 18. септембар 1965) био је учесник Народноослободилачке борбе, пуковник ЈНА, друштвено-политички радник СР Словеније и народни херој Југославије.

## Биографија
Рођен је 29. априла 1917. у месту Дртија, код Моравчa. Од раног детињства радио је као чобанин код имућнијих сељака. Три разреда основне школе завршио је у Моравчи, а четврти у Студенецу, упоредо радећи код једног грофа. Након тога, преселио се у у Љубљану, код мајке и сестре. У Љубљани се бавио разним пословима, изучивши браварски занат и завршио је три разреда Занатске школе. Године 1934. постао је члан синдиката, али је он годину дана касније укинут. До 1936. радио је све што му је могло донети зараду, док није отишао на Крањску Гору, за радника на грађевини. Пре него што је 1938. отишао на одслужење војног рока, радио је и у једном хотелу, најпре као собар, а потом и као портир. У војсци је био у Земуну, где је, после завршеног курса, постао каплар-авиомеханичар. Након одслужења војног рока, запослио се у железници Јeсенице.
После капитулације Југославије, неко време проводи на релацији Љубљана–Јесенице. Убрзо је ступио у Освободилну фронту и учествовао у оружаним акцијама на простору Љубљане. 29. децембра 1941. ступио је у партизански прихватни логор, а одатле је упућен за борца-пушкомитраљесца Треће чете батаљона „Љубо Шерцер“. У борбама се истицао храброшћу, па је 10. марта 1942. примљен у чланство Комунистичке партије Југославије (КПЈ). Крајем априла постао је заменик команданта Нотрањског партизанског одреда, а недуго потом и за команданта његовог Другог батаљона. У јуну 1942. постаје командант Кочевског партизанског одреда, са којим учествује у борбама за стварање слободне територије, где се сместило руководство Ослободилачког фронта (ОФ), и успоставила се веза са хрватским партизанским јединицама.
Након формирања бригаде „Љубо Шерцер“, Клањшек октобра 1942. постаје заменик команданта, и учествује у борбама против белогардејаца, уништавајући њихова упоришта и гарнизоне. У марту је преузео дужност команданта бригаде од рањеног Бојана Полака. Када су 1. маја 1943. уведени први официрски чинови у НОВЈ, добио је чин мајора. Постао је оперативни официр Седмог словеначког корпуса НОВЈ, а децембра 1943. командант 14. словеначке дивизије, након смрти Мирка Брачича. На челу дивизије бори се током зиме 1943/44. године, у непрекидним борбама на путу од Хрватске према Штајерској. Након успеха које је постигао у борбама са 14. дивизијом, бива прекомандован у 31. словеначку дивизију, затим на место оперативног официра Деветог словеначког корпуса НОВЈ, команданта 30. словеначке дивизије и заменика команданта Деветог корпуса.
После ослобођења Југославије, остао је у професионалној служби Југословенске народне армије (ЈНА). Завршио је три разреда гимназије и Вишу војну академију ЈНА. Демобилисан је 1955. у чину пуковника ЈНА. По демобилисању, посветио се друштвено-политичком и привредном раду. Налазио се на месту члана Главног одбора СУБНОР-а Словеније и Главног одбора Социјалистичког савеза радног народа Словеније. Био је и председник Савеза резервних официра и подофицира. Две године је обављао функцију директора Месне индустрије Љубљана, још две је био помоћник Републичког секретара за индустрију НР Словеније и пет година директор Фабрике обуће „Планика“ у Крању.
Погинуо је несрећним случајем 18. септембра 1965. у Љубљани, где је и сахрањен на гробљу Жале.
Носилац је Партизанске споменице 1941. и више југословенских одликовања. Орденом народног хероја одликован је 20. децембра 1951. године.

## Фото галерија
- Јоже Клањшек (други здесна) са командантима словеначких бригада, 1943. године
- Клашњак у својству команданта 14. дивизије (први слева) у друштву Антона Видмара и Алојза Пацека, 1944. године
- Јоже Клањшек (у средини) са Штабом 14. дивизије, 1944. године
- Јоже Клањшек (први слева), Виктор Авбељ (други слева) и Стане Добовичник (први здесна) са руководиоцем КПХ из Хрватског Згорја, Ивицом Гретићем, 1944. године